# Tombokoirey II
Tombokoirey II ou Tombo-Koaré est une commune rurale du Niger, du département de Dosso, région de Dosso.

## Géographie
La localité principale de Sakadamna est située au nord de la route nationale 1 et à 87 km au nord-est du chef-lieu départemental Dosso.  
| Falouel        | Dogondoutchi   | Kiéché       |
| Tombokoirey I  | Tombokoirey II | Koré Maïroua |
| Goroubankassam | Karguibangou   | Guéchémé     |

## Histoire
La commune rurale de Tombokoirey II instaurée en 2002, est issue des parties du canton de Dosso et du canton de Falouel. 

## Population
Lors du recensement général de 2012, la population communale est relevée à 63 184 habitants. La localité principale compte 2 278 habitants en 2012.

## Localités
La commune s'étend sur 87 villages, 84 hameaux et 50 camps au nord-est du département de Dosso.

## Services et infrastructures
- Centre de Santé Intégré (CSI) à Sakadamna, Baro Koira, Garbey Gorou Bessa, Goubékoye Bana, Haidara Koira et Tondigame Issa[4].
- Collège d'enseignement général (CEG) à Sakadamna,
- Centre de formation des métiers (CFM) à Sakadamna.